# Erythrodiplax cauca
Erythrodiplax cauca är en trollsländeart som beskrevs av Borror 1942. Erythrodiplax cauca ingår i släktet Erythrodiplax och familjen segeltrollsländor. IUCN kategoriserar arten globalt som otillräckligt studerad. Inga underarter finns listade i Catalogue of Life.

## Bildgalleri